# La Pastora
La Pastora è un centro abitato del Paraguay, situato nel dipartimento di Caaguazú. Forma uno dei 21 distretti del dipartimento.

## Popolazione
Al censimento del 2002 la località contava una popolazione urbana di 327 abitanti (4.440 nel distretto).

## Caratteristiche
Elevata alla categoria di distretto nel 1990, la località di La Pastora ha come principale attività economica l'allevamento.